# Next to Normal
Next to Normal je americký rockový muzikál, který měl premiéru na Broadwayi dne 15. dubna 2009. Autorem hudby je Tom Kitt, libreto a texty písní napsal Brian Yorkey. Z jedenácti nominací na cenu Cenu Tony byly získány tři (za nejlepší hudbu a texty, za hlavní ženský výkon, za nejlepší orchestraci). V roce 2010 byl pak muzikál oceněn Pulitzerovou cenou.

## Příběh
Komorní muzikál pro šest herců se zabývá tématy duševního zdraví a vyrovnání se se smrtí blízké osoby. Ústřední postavy tvoří čtyřčlenná rodina. Matka Diana trpící bipolární poruchou, otec Dan, dcera Natalie a syn Gabe. Čtveřici doplňuje Henry (přítel Natalie) a doktor Madden/Fine, psychiatr věnující se léčbě Diany. Sledujeme příběh každodenních radostí a strastí rodiny postižené tragickou událostí, psychickým onemocněním nebo problémy s dospíváním.

## České nastudování
V Česku byl muzikál poprvé nastudován v roce 2019. Premiéra se konala v pražském Divadle Na Prádle. Muzikál byl uveden pod názvem Ne/Normální. O překlad se postarala Zuzana Čtveráčková. Mezi šest hlavních protagonistů patřili: Daniela Šinkorová, Zbyněk Fric, Štěpán Komárek, Kateřina Herčíková, Tomáš Vaněk a Štěpán Klouček.
V roce 2022 uvedlo muzikál ve stejném překladu Městské divadlo Brno. Představitelé manželské dvojice Ivana Vaňková a Lukáš Janota získali za své výkony v představení širší nominaci na Cenu Thálie v oboru muzikál, opereta a jiné hudebnědramatické žánry.